# Restauración Neurológica
La Restauración Neurológica constituye la más moderna filosofía terapéutica que con efectividad, logra mejorar y recuperar las funciones neurológicas perdidas, por variados métodos y mecanismos. Dentro de ellos puede destacarse especialmente el estudio y tratamiento de las secuelas neurológicas.

## Métodos en Restauración Neurológica
- Modulación Farmacológica por sustitución, mimetización o antagonización de neurotransmisores y neuromoduladores deficientes o alterados en las distintas enfermedades del Sistema Nervioso.
- Neuroprotección con drogas bloqueadoras o reguladores de los mecanismos biomoleculares de daño neuronal agudo y crónico.
- Neurorrehabilitación especializada integral, intensiva, precoz e individual.
- Optimización del riego sanguíneo y el metabolismo cerebral por principios biofísicos o farmacológicos.
- Abordaje multidisciplinario de la problemática.
- Aplicación de los más recientes progresos de la tecnología y las ciencias biológicas.
- El uso combinado de los métodos anteriores y posibilidades terapéuticas buscando un efecto aditivo.

### Neuroplasticidad
Es el efecto de adición de estímulos por diferentes métodos y vías, que constituyen el estímulo necesario a las neuronas para una serie de cambios que ocurren en su funcionamiento y que proporcionan la capacidad de recuperación funcional. Es básicamente el conjunto de estos cambios y sus potencialidades para adaptarse a las nuevas condiciones creadas por la lesión.

## Aplicación
Un ejemplo práctico de este principio terapéutico es el Programa que se desarrolla en el Centro Internacional de Restauración Neurológica (CIREN–La Habana, Cuba) de forma personalizada e intensiva. Esta institución fue fundada en 1989 con el objetivo de introducir y desarrollar las más novedosas técnicas como los neurotransplantes para el tratamiento de las neurodegeneraciones y en especial la enfermedad de Parkinson. 